# Batman and Robin (comic book)
Batman and Robin est un comics américain, créé par Grant Morrison et mettant en vedette Batman et Robin. Les débuts de la série font suite aux événements de Batman R. I. P., Final Crisis, et Battle for the Cowl, dans lequel le Batman original, Bruce Wayne, est apparemment mort des mains de Darkseid. Le vainqueur de l'affrontement dans Battle for the Cowl devient le nouveau Batman. On y retrouve Dick Grayson reprenant le rôle de Batman, tandis que Damian Wayne devient le nouveau Robin.
Morrison se remet à écrire sur les personnages après son passage en tant que scénariste sur les numéros de Batman no 655 à 658 et no 663-683. Lors de l'écriture de ce titre, Morrison écrit simultanément la mini-série Le Retour de Bruce Wayne et a terminé son run sur le titre avec le numéro no 16. Il passe alors à la phase suivante de son récit : Batman Incorporated. Paul Cornell et Scott McDaniel créèrent un arc en trois numéros avant que la nouvelle équipe créative, l'ancien duo de Green Lantern Corps, l'écrivain Peter Tomasi et l'artiste Patrick Gleason, reprennent leur propre run en février 2011 avec le numéro no 20.
Une deuxième série Batman and Robin est lancée le 14 septembre 2011 à la suite du New 52. Elle est reprise par Peter Tomasi et Patrick Gleason qui ont déjà travaillé sur la série précédente.

## Historique de la publication

### Volume 1
Dans une interview avec IGN, avant la publication du premier numéro de la série, Grant Morrison a détaillé que le ton de la série serait « l'inverse » de la dynamique normale entre Batman et Robin, avec « un Batman plus léger et spontané, et un Robin renfrogné et badass ». Morrison a aussi divulgué que c'est un prolongement de ses travaux antérieurs sur le personnage de Batman, bien que ce soit un titre différent de ce qu'il a écrit précédemment. « C'est le prochain livre de ce qui sera une série en 5 volumes et qui commence avec Batman and son, mais il peut être lu indépendamment. Batman and Robin accueille les nouveaux lecteurs ! ». Morrison a également déclaré que même si la série présente des identités familières, la série présente de tous nouveaux méchants et de nouvelles situations. Il a également révélé que certains méchants ont été entrevus dans Batman no 666.
Quand on lui demande si la série traite d'un nouveau Batman incapable de remplacer Bruce Wayne, Morrison a répondu : « Quand j'ai commencé c'est ce que j'avais à l'esprit, et je pensais que nous allions enfin prouver que personne d'autre ne pouvait être Batman. Mais je crois que certains aspects de RIP ont été sur comment personne sauf ce gars-là pourrait être Batman. Je pense qu'avec cela, il est amusant de commencer par voir ce qui se passe quand quelqu'un d'autre essaye. Parfois ça se passe mal, et parfois cela se passe vraiment bien. Certaines des choses que ces gars-là font, sont des choses que Bruce Wayne n'aurait jamais pensé à faire ». En ce qui concerne l'utilisation de Frank Quitely comme dessinateur de départ, Morrison décrit la différence entre cette collaboration particulière avec les précédentes, plus précisément sur JLA Earth-2 et All-Star Superman. Par exemple, Morrison a demandé à Frank Quitely de chorégraphier le flux de l'action, à sa façon, plutôt que de suivre les scripts lourdement détailles de Morrison.
Morrison a confirmé qu'à la suite du run de Quitely sur les trois premiers numéros, Philip Tan serait l'artiste pour les trois prochains, un arc intitulé Revenge of the Red Hood. Puis Cameron Stewart pour le troisième arc Blackest Knight,, suivi d'Andy Clarke sur les dessins du quatrième intitulé Batman vs Robin. Frank Quitely revient sur la série peu de temps après,,,. Frazer Irving a pris le relais pour le cinquième arc Batman Must Die qui démarre au numéro no 13.
Dans une interview avec USA Today, Morrison décrit l'avenir du titre en disant : « Je suis en train de faire au moins une autre année d'histoires avec Dick Grayson et Damian Wayne dans Batman and Robin avant de rejoindre Batman: The Return of Bruce Wayne ».
Il a été annoncé que Peter Tomasi et Patrick Gleason allaient reprendre le titre après Grant Morrison, tandis que Morrison partait sur un autre titre. Dick Grayson continuera son rôle de Batman en même temps que Bruce Wayne, et restera la star de Batman and Robin.

### Volume 2
À la suite de l'altération de la chronologie par « Flashpoint », DC Comics a annulé la totalité de leurs titres de super-héros et a relancé 52 nouvelles séries, toutes démarrant par un numéro no 1 (The New 52). Parmi les séries relancées se trouve Batman and Robin.
La relance du DC Universe présente plusieurs différences notables par rapport à son incarnation précédente. Tous les héros sont plus jeunes, d'environ cinq ans, que leurs versions précédentes. Une grande partie de l'histoire de Batman reste intacte. Bruce Wayne est de nouveau le seul héros à servir en tant que Batman et en tant que tel, il remplace Dick Grayson dans ce titre. Le Volume 2 présente les exploits de Bruce et Damian, père et fils, en tant que Batman et Robin.

## Synopsis

### Volume 1 (2009 - 2011)
La série a été découpée en arcs de trois numéros chacun. Le premier, Batman: Reborn, a été dessiné par Frank Quitely. Le second arc, Revenge of the Red Hood, a été illustré par Philip Tan. Le troisième arc, Blackest Knight par Cameron Stewart sur les numéros no 7 à 9 (2010). Le quatrième arc, Batman vs Robin, est crayonné par Andy Clarke et contient les numéros no 10-12. Le cinquième arc, dessiné par Frazer Irving, est intitulé Batman and Robin must Die !, c'est le début de Batman : Le Retour de Bruce Wayne. Après le run de Paul Cornell sur les numéros no 17 à 19, le prochain arc, a été écrit par Peter Tomasi et dessiné par Patrick Gleason. Il est intitulé Dark Knight, White Knight.

#### Scénario
Les nouveaux Batman et Robin affrontent les méchants nommés Mr. Toad et Professeur Pyg, un psychopathe passionné par la mutilation et portant un masque de cochon. Dick et Damian stoppent le gang mais le Red Hood intervient dans un nouvel uniforme,. Dick Grayson découvre que ce nouveau Red Hood est Jason Todd...

### Volume 2 (2011-2015)
L'équipe composée du scénariste Peter Tomasi et de l'artiste Patrick Gleason, est de retour pour le titre lors de sa relance. Ils racontent l'histoire d'un homme sortit du passé de Bruce, et arrivant à Gotham City en tant qu'ennemi de Batman. Il tente de séduire Damian pour l'éloigner du travail de justicier, profitant de sa nature imprévisible et de ses compétences mortelles. La série prend place entre Justice League International et Batman: The Dark Knight.
Damian Wayne découvre qu'il est plus difficile de travailler avec Bruce et révèle qu'il préfère travailler avec Dick. Bruce finit par dire à Damian qu'il n'a pas confiance en lui. Morgan Ducard fait pression sur la relation entre Damian et Bruce, et parvient à amener Damian de son côté...
À la suite de la mort de Damian Wayne dans Batman Incorporated no 8, la série continue sous le titre de Batman and... Chaque numéro est censé symboliser le passage de Bruce Wayne / Batman par l'une des cinq étapes du deuil. Batman and Red Robin no 19 introduit Carrie Kelly, le Robin du roman graphique The Dark Knight Returns. Dans cette continuité, elle est l'ancienne professeur de théâtre de Damian et se méfie de sa disparition, les explications de Bruce Wayne étant peu convaincantes. Batman and Red Hood no 20 voit Batman saboter sa relation rénovée avec l'ancien Robin, Jason Todd, comme il se focalise de plus en plus sur la résurrection de Damian. Batman and Batgirl no 21 voit Batman continuer à s'aliéner Batgirl, malgré son désir de réparer leur relation. Batman and Catwoman no 22 voit un tournant dans l'attitude de Batman comme il aide Catwoman à sauver une petite fille, otage d'un groupe de terroristes. Le numéro se termine par une apparition silencieuse de Double-Face, faisant allusion à l'histoire de l'arc suivant. Le numéro 23, Batman and Nightwing, conclu les 5 étapes du deuil avec Acceptance. Batman, avec l'aide de Nightwing et une simulation sur ordinateur, est capable de prouver qu'il n'aurait pas pu sauver Damian ce qui lui permet enfin de faire son deuil.
En septembre 2013, pour le « Villains Month », Batman and Robin, présente Double-Face, la Cour des Hiboux, Ra's al Ghul et Killer Croc sur quatre numéros. Le no 23.1 montre Double-Face distribuant la justice avec sa pièce, maintenant qu'il n'y a plus de Batman pour l'arrêter. Dans le no 23.2, un peu d'histoire de la Cour des Hiboux est vu, ainsi qu'un aperçu d'une future histoire dans le titre Talon. Dans le numéro no 37, publié en décembre 2014, Batman ressuscite Damian à l'aide d'un Éclat du Chaos. Damian reprend son rôle de Robin après cela, mais se retrouve doté de super-pouvoirs semblables aux Kryptoniens en raison de la nature de son retour. Ces pouvoirs disparaissent peu de temps après, et Batman et Robin se séparèrent temporairement.

## Récompenses
En 2010, la première série gagne trois prix Eagle : Meilleure bande dessinée en couleur (« Favourite American Comicbook: Colour »), Meilleure nouvelle bande dessinée (« Favourite New Comicbook ») et Meilleure Couverture 2009 (« Favourite 2009 Cover ») avec la couverture de Batman and Robin no 4 réalisée par Frank Quitely. Frank Quietly, qui travaille alors sur cette série, reçoit également le prix Eagle du Meilleur Artiste (« Favourite Artist: Pencils »),.

## Publications

### Éditions américaines

#### Volume 1
- 1. Batman Reborn (2010). Contient Batman and Robin (Vol. 1) no 1-6
- 2. Batman vs. Robin (2010). Contient Batman and Robin (Vol. 1) no 7-12
- 3. Batman and Robin Must Die! (2011). Contient Batman and Robin (Vol. 1) no 13-16; Batman: The Return no 1
- 4. Dark Knight, White Knight (2012). Contient Batman and Robin (Vol. 1) no 17-25

#### Volume 2
- 1. Born to Kill (2012). Contient Batman and Robin (Vol. 2) no 1-8
- 2. Pearl (2013). Contient Batman and Robin (Vol. 2) no 0, no 9-14
- 3. Death of the Family (2013). Contient Batman and Robin (Vol. 2) no 15-17, Batman Vol. 2 no 17, Batman and Robin Annual no 1
- 4. Requiem for Damian (2014). Contient Batman and Robin (Vol. 2) no 18-23
- 5. The Big Burn (2014). Contient Batman and Robin (Vol. 2) no 24-28, Batman and Robin Annual no 2
- 6. The Hunt for Robin (2015). Contient Batman and Robin (Vol. 2) no 29-34, Robin Rises: Omega no 1
- 7. Robin Rises (2015). Contient Batman and Robin (Vol. 2) no 35-40, Robin Rises: Alpha no 1, Batman and Robin Annual no 3

### Éditions françaises

#### Volume 1
La première série a été éditée partiellement par Urban Comics entre 2012 et 2013.
- Grant Morrison présente Batman T.3 : Nouveaux Masques. Contient Batman and Robin (Vol. 1) no 1-9
- Grant Morrison présente Batman T.6 : Batman contre Robin. Contient Batman and Robin (Vol. 1) no 10-16

La suite est indisponible en édition reliée. La fin de la série reste inédite en français.

#### Volume 2
La deuxième série a été éditée dans son intégralité par Urban Comics entre 2014 et 2017.
- 1. Tueur né. Contient Batman and Robin (Vol. 2) no 1-8, 2014,  (ISBN 978-2-3657-7355-3)
- 2. La Guerre des Robin. Contient Batman and Robin (Vol. 2) no 0, no 9-14, 2014,  (ISBN 978-2-3657-7580-9)
- 3. Batman Impossible. Contient Batman and Robin (Vol. 2) no 15-17, Batman and Robin Annual no 1, 2015,  (ISBN 978-2-3657-7679-0)
- 4. Requiem. Contient Batman and Robin (Vol. 2) no 18-23, 2016,  (ISBN 978-2-3657-7687-5)
- 5. La Brûlure. Contient Batman and Robin (Vol. 2) no 24-28, Batman and Robin Annual no 2, 2016,  (ISBN 978-2-3657-7890-9)
- 6. A la recherche de Robin. Contient Batman and Robin (Vol. 2) no 29-34, Robin Rises: Omega no 1, 2016,  (ISBN 979-1-0268-1034-6)
- 7. Le Retour de Robin. Contient Batman and Robin (Vol. 2) no 35-40, Robin Rises: Alpha no 1, Batman and Robin Annual no 3, Secret Origins no 4, 2017,  (ISBN 979-1-0268-1092-6)

La deuxième série a ensuite été rééditée en format intégrales qui regroupent deux ou trois tomes de l'éditions précédentes.
- 1. Intégrale - Tome 1. Contient Batman and Robin (Vol. 2) no 0-17, Batman and Robin Annual no 1, 2018  (ISBN 979-1-0268-1532-7)
- 2. Intégrale - Tome 2. Contient Batman and Robin (Vol. 2)  no 18-28, Batman and Robin Annual no 2, 2019,  (ISBN 979-1-0268-1873-1)